# Éric à la Hache sanglante
Pour les articles homonymes, voir Éric Ier.
Éric à la Hache sanglante (Eiríkr blóðøx en vieux norrois) est un prince de la dynastie Hårfagre actif dans la première moitié du Xe siècle. Fils de Harald à la Belle Chevelure, il lui succède comme roi de Norvège dans les années 930.
Il est généralement identifié par les historiens modernes avec l'Éric qui règne sur le royaume viking d'York à deux reprises dans les années 940 et 950 jusqu'à sa mort, en 954.

## Biographie
Éric est l'un des nombreux fils du roi Harald à la Belle Chevelure. Sa mère est la princesse danoise Ragnhild Eiriksdotter.
En 920, il entreprend une expédition Viking au Bjarmeland, dans le nord de la Russie actuelle. En 930, il commence sa conquête en remontant la rivière Dvina. Il est ensuite invité à une fête au Danemark par le roi Gorm où il rencontre sa fille Gunnhild qu'il épouse la nuit suivante. 
En 931, son père lui cède le trône de Norvège. Une fois le pouvoir entre ses mains, il décapite ses dix-huit frères, sauf un, qui devient par la suite le roi Håkon Ier et qui vit alors en Angleterre. Un texte latin le décrit comme fratris interfector (tueur de frères) et il est possible que la composante « sanglante » de son surnom se réfère aux fratricides qu'il a commis.
Toutes les sagas rapportent qu'il a régné sur le Vestlandet seulement, l'Ouest de la Norvège, et pas sur le reste du pays. Cela tourne toutefois si mal qu'il doit quitter le pays après deux ans et que son frère Håkon rentre d'Angleterre pour lui succéder. Certaines sagas affirment qu'Håkon a été rappelé en Norvège par des hommes mécontents du règne d'Éric, alors que d'autres affirment qu'Håkon l'a fait de sa propre initiative pour prendre le pouvoir.
Selon Lucie Malbos, Hakon revient en Norvège avec le soutien militaire du roi Æthelstan en 948.
Après avoir fait plusieurs campagnes sans succès pour récupérer le trône, Éric se rend dans les Orcades puis dans le royaume viking d'York dans le nord de l'Angleterre à l'invitation des Vikings locaux où il règne de 948 à 949 et de 952 à 954. Son gouvernement y rencontre une grande opposition tant de la part d'Eadred de Wessex que d'Olaf Kvaran, roi viking de Dublin. Détrôné par ce dernier, puis rétabli, il est finalement tué en combat à la bataille de Stainmore, dans le Westmorland, qu'il livre contre les troupes de Maccus, le fils putatif d'Olaf Gothfrithson, en 954.

## Descendance
De son union avec la princesse Gunhild, il laissa huit fils dont les quatre derniers régnèrent conjointement sur la Norvège sous l'autorité de leur aîné survivant Harald II de Norvège, et une fille :
- Ragnvald, tué en 940 ;
- Gamle (Gorm), tué en 960 ;
- Guttorm tué, en 960 ;
- Harald II de Norvège ;
- Ragnfred, tué en 970, co-roi ;
- Erling, tué en 970, co-roi ;
- Gudrod, tué en 969, co-roi ;
- Sigurd Sleva, tué en 970, co-roi ;
- Ragnhild qui épousa successivement trois Jarl des Orcades, Arnfinn Thorfinnsson, Havard Thorfinnsson et Ljotr Thorfinnsson.